# Round-the-world ticket
Een round-the-world ticket, afgekort een RTW-ticket, is een vliegticket dat reizigers de mogelijkheid biedt een reis om de wereld te maken.
Er zijn veel verschillende soorten RTW-tickets. Zo kunnen het aantal toegestane tussenstops, de maximale reisduur of het aantal continenten dat aangedaan mag worden variëren. Tussenstops mogen onderweg vaak tegen een geringe vergoeding gewijzigd worden. Meestal is het verplicht de Atlantische Oceaan en de Grote Oceaan over te vliegen, een vaste vliegrichting aan te houden en te eindigen op het continent waar de reis begonnen is. 
De tickets worden vooral aangeboden door allianties van luchtvaartmaatschappijen waarvan de gezamenlijke vliegroutes de wereld omspannen. 